# Hamamelis vernalis
Hamamelis vernalis es una especie de arbusto perteneciente a la familia Hamamelidaceae. Es originaria de la meseta de Ozark en el centro de América del Norte, en Misuri, Oklahoma y Arkansas.

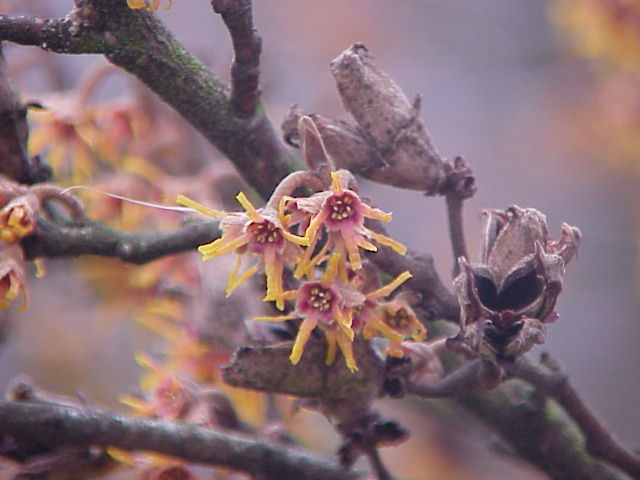
Detalle de las flores

## Descripción
Se trata de un gran arbusto caducifolio que crece hasta los 4 m de altura, extendiéndose por rebrotes estoloníferos. Las hojas son ovales, de 7-13 cm de largo y 6.7-13 cm, cuneadas a ligeramente oblicuas en la base, agudas o redondeadas en el ápice, con un margen lobulado ondulado con dientes, y un corto y robusto pecíolo de 7 - 15 mm de largo, de color verde oscuro por encima y por debajo glauca, y suelen persistir en el principio del invierno. Las flores son de color rojo brillante y raramente amarillo, con cuatro cintas en forma de pétalos de 7-10 mm de largo y estambres cortos, crecen en racimos; la floración comienza en pleno invierno y se prolonga hasta principios de la primavera (la palabra latina vernalis significa primavera-floración). La fruta es una dura y leñosa cápsula de 10-15 mm de largo, que se divide de forma explosiva en el ápice en la madurez un año después de la polinización, expulsando las dos semillas de color negro brillante, hasta los 10 m de distancia de la planta madre. A pesar de que a menudo se encuentra con Hamamelis virginiana, se distingue por su floración a finales del invierno (de diciembre a marzo, en su área de distribución natural).

## Cultivo y usos
H. vernalis está valorada en cultivo por sus flores fuertemente perfumadas que aparecen al final del invierno, cuando poco más está creciendo. Varios cultivares han sido seleccionados, principalmente por la variación de color de la flor, incluyendo "Carnea '(flores rosadas),' Red Imp" (pétalos rojos con puntas de color naranja), y "squib" (vívidas flores amarillas). El cultivar 'Sandra' ha ganado el Premio al Mérito Garden de la Royal Horticultural Society.

## Taxonomía
Hamamelis vernalis fue descrita por Charles Sprague Sargent y publicado en Trees and Shrubs 2(3): 137–138, pl. 156. 1911.